# ديشايون سور سان لوران (كيبك)
ديشايون سور سان لوران (بالإنجليزية: Deschaillons-sur-Saint-Laurent, Quebec)‏ هي بلدية محلية في كيبيك تقع في كندا في Bécancour Regional County Municipality. يقدر عدد سكانها بـ 954 نسمة ومساحتها 51.70 كم2 .

## أعلام
- مارسيل بيلانجر